# Briteiros São Salvador e Briteiros Santa Leocádia
Briteiros São Salvador e Briteiros Santa Leocádia (oficialmente: União das Freguesias de Briteiros São Salvador e Briteiros Santa Leocádia) é uma freguesia portuguesa do município de Guimarães, com 9,39 km² de área e 1 687 habitantes (censo de 2021). A sua densidade populacional é 179,7 hab./km².

## História
Foi constituída em 2013, no âmbito de uma reforma administrativa nacional, pela agregação das antigas freguesias de Salvador de Briteiros e Santa Leocádia de Briteiros e tem a sede em Briteiros São Salvador.

## Demografia
A população registada nos censos foi:
| Distribuição da População por Grupos Etários | Distribuição da População por Grupos Etários | Distribuição da População por Grupos Etários | Distribuição da População por Grupos Etários | Distribuição da População por Grupos Etários | Distribuição da População por Grupos Etários |
| -------------------------------------------- | -------------------------------------------- | -------------------------------------------- | -------------------------------------------- | -------------------------------------------- | -------------------------------------------- |
| Antes da agregação                           |                                              |                                              |                                              |                                              |                                              |
| Ano                                          | 0-14 anos                                    | 15-24 anos                                   | 25-64 anos                                   | >= 65 anos                                   | Total                                        |
| 2001                                         | 487                                          | 382                                          | 1064                                         | 221                                          | 2154                                         |
| 2011                                         | 337                                          | 237                                          | 977                                          | 248                                          | 1799                                         |
| Após a agregação                             |                                              |                                              |                                              |                                              |                                              |
| Ano                                          | 0-14 anos                                    | 15-24 anos                                   | 25-64 anos                                   | >= 65 anos                                   | Total                                        |
| 2021                                         | 206                                          | 220                                          | 917                                          | 344                                          | 1687                                         |